# Mary Bergin
Mary Bergin (Shankill, 1949) è una musicista folk irlandese nota per essere una delle più importanti e influenti suonatrici di tin whistle al mondo.
Iniziò a suonare il tin whistle a nove anni, sulle orme di grande flautista tradizionale del passato, Packie Duignan. Nel 1968, all'età di 19 anni, vinse il prestigioso All Ireland tin whistle championship. I suoi celebri dischi solisti Feadóga Stáin (1979) e Feadóga Stáin 2 (1993) sono considerati, nell'ambiente folk, dei capisaldi di riferimento a livello internazionale.
Nei primi anni settanta si spostò a Spiddal e suonò con diversi musicisti della scena di Galway, alcuni dei quali, come i De Dannan, destinati a raggiungere presto una grande popolarità.
Attualmente fa parte dei Dordán, un gruppo di musica tradizionale irlandese e barocca, con cui ha pubblicato tre album.

## Collegamenti
- Mary Bergin su Iol.ie, su iol.ie. URL consultato il 3 aprile 2009 (archiviato dall'url originale il 1º febbraio 2006).

| Controllo di autorità | VIAF (EN) 6994905 · ISNI (EN) 0000 0000 5357 8683 · LCCN (EN) no97025113 |